# Marie Bilders-van Bosse
Marie Bilders-van Bosse   (Amsterdam, 21 de febrer de 1837 - Wiesbaden, 11 de juliol de 1900) fou una pintora de paisatge neerlandesa.

## Biografia

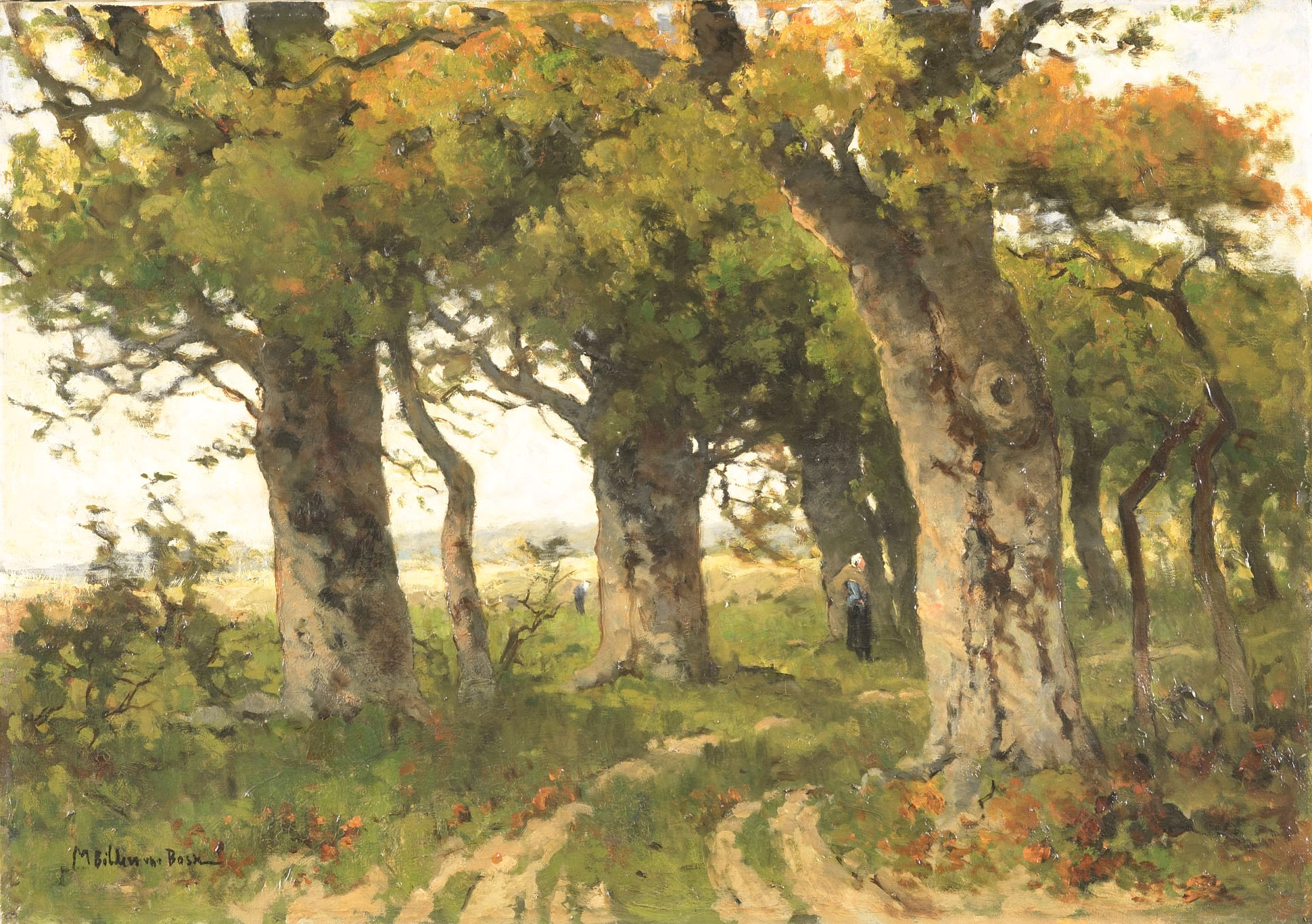
Camí de roures a l'estiu

Va néixer en Amsterdam i quan el seu pare es va convertir en ministre de finances, la família es va traslladar a la Haia, on Marie va estudiar amb Hendrikus van de Sande Bakhuyzen i Johannes Bosboom. Establerta com a pintor va ser quan es va casar amb Johannes Warnardus Bilders el 1880, ella tenia la mateixa edat que el fill del seu marit, Gerard Bilders, qui havia mort molt temps abans que es coneguessin, el 1865. Ella va sobreviure al seu marit.